# Lisbeth Quesada Tristán
Lisbeth Quesada Tristán (Costa Rica, 25 de junio de 1952) es una médica cirujana y política costarricense. Ejerció el cargo de Defensora de los Habitantes en el período 2005-2009.
Quesada curso estudios primarios y secundarios en el Colegio Metodista. Se graduó de medicina en la Universidad de Costa Rica en 1984, con estudios de especialización en cuidados paliativos en el St Luke’s-Roosevelt Hospital Center de Nueva York, Estados Unidos. Regreso al país para ejercer como jefa de Cuidados Paliativos Pediátricos en el Hospital Nacional de Niños. También posee un bachillerato en Artes dramáticas por la Universidad de Costa Rica, maestría en Cuidados Paliativos por la Universidad Católica Anselmo Llorente y La Fuente y estudios inconclusos en psicología, historia y geografía.
Fue opositora al Tratado de Libre Comercio con Estados Unidos. Miembro fundador del Partido Patria Nueva en 2013, fue elegida candidata a primera vicepresidenta al lado de José Miguel Corrales y Óscar Aguilar Bulgarelli.